# Arcadie (revista)
Arcadie revista gay creada en 1954 y clausurada en 1982.
Creada por André Baudry, con el apoyo de Roger Peyrefitte y Jean Cocteau. Baudry anunció la creación de la revista en diversos periódicos, solicitando la ayuda de escritores e intelectuales. Típica del movimiento homófilo, la revista tenía un tono austero y científico, una voluntad de honorabilidad, de educar al público y a los homosexuales. La idea era luchar por la aceptación de la homosexualidad por la mayoría heterosexual a través de la discreción y de la respetabilidad, rechazando cualquier característica distintiva, incluyendo la subcultura gay, la pluma o el travestismo.
La revista, de unas sesenta páginas, sólo se vendía a los abonados. Los artículos estaban habitualmente firmados con seudónimo y eran en general muy discretos, a pesar de que también incluye anuncios de contactos y fotografías. Con toda probabilidad, nunca se llegaron a editar más de 10 000 ejemplares por número.
Fue prohibida a los menores de edad desde su publicación en 1954 y fue objeto de censura, de hecho se prohibió su venta en los quioscos. Su director, Baudry, fue procesado en 1955 por delito contra la moralidad, pero no fue condenado. En 1957 se creó un club privado, el Clespala (Club litéraire et scientifique des pays latins), que más tarde se tomaría el nombre de la revista. En 1960, con la promulgación de la enmienda Mirguet que consideraba la homosexualidad una de las "plagas sociales", fueron suprimidos los anuncios personales y las fotografías ante el temor de ser prohibida. Pero se mantiene en Francia como la única estructura para homosexuales existente, hasta que a finales de la década los elementos más radicales pasan a crear el Frente Homosexual de Acción Revolucionaria.
En 1982 Baudry, ya con sesenta años y amargado con el movimiento de liberación homosexual, dejó de publicar la revista, disolvió la asociación y cerró el centro de la calle Château d'Eau en París.